# Колесов, Сергей Владимирович

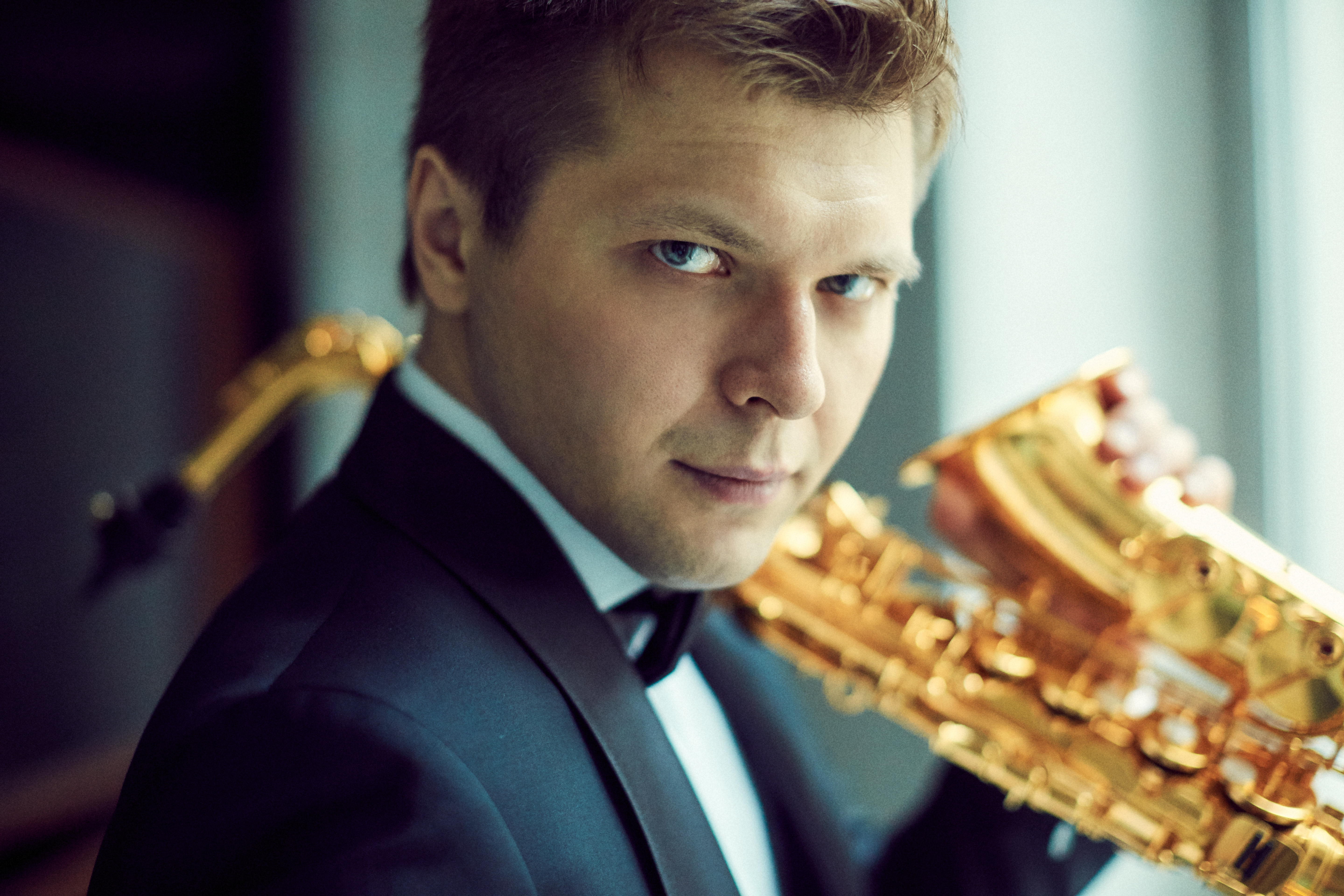

Колесов, Сергей Владимирович (род. 12 ноября 1982, Вологда) — российский музыкант саксофонист, победитель Международного конкурса им. А. Сакса, артист Yamaha, старший преподаватель СПбГК им. Н. А. Римского-Корсакова.

## Биография

### Ранние годы
Сергей Колесов родился 12 ноября 1982 года в г. Вологде. С 8 лет обучался на скрипке в Музыкальной школе при Вологодском Музыкальном Училище в классе преподавателя Наумовой Татьяны Александровны. В 12 лет, за год до окончания музыкальной школы, по рекомендации директора Людмилы Александровны Красноокой начал параллельные занятия на саксофоне.
В 1997 г. начинающий музыкант стал лауреатом музыкально-теоретической олимпиады по сольфеджио и музыкальной литературе, в связи с чем в 1998 г. без экзаменов был принят в Вологодское Музыкальное Училище как саксофонист в класс джазового музыканта Сергея Тимофеевича Кузнецова.
За четыре года учёбы активно проходил обучение в разных стилях и направлениях музыки для саксофона: от академической до джазовой импровизации. Принимал участие в ежегодных джазовых фестивалях, организуемых Сергеем Кузнецовым, как сольно, так и в составе Биг-Бэнда. В 1999-2001 гг. успешно выступил на международных и открытых региональных конкурсах в Челябинске, Владимире и Тольятти, завоевав 1ые места и отстояв победные позиции.
В течение 2х лет 1999 и 2000 годы работал певчим Мужского церковного хора Храма Николая Чудотворца «Никола во Владычной Слободе», г. Вологда.

### Обучение и музыкальная карьера
Окончив Вологодское музыкальное училище с красным дипломом, в 2001 г. Сергей поступает в Российскую Академию Музыки им. Гнесиных в класс профессора, основателя школы саксофона в России и СССР, Народной артистки Российской Федерации Маргариты Константиновны Шапошниковой и переезжает в Москву.
За время обучения Сергей ведет активную концертную и конкурсную деятельность, принося не одну победу России на международной музыкальной арене. В 2003 году молодой саксофонист получил Гран-При и приз саксофон фирмы Henri Selmer Paris на Международном конкурсе саксофонистов в Киеве (Украина). В 2004 и 2005 гг. стал обладателем стипендии Фонда Эдварда Грига (Норвегия). По личному приглашению американского саксофониста Фредерика Хемке дважды принимал участие в концертах и мастер-классах Международного фестиваля Saint Olav Festival в Тронхейме (Норвегия). В 2005 г. одержал победу в Международном конкурсе исполнителей на духовых инструментах И. Ф. Пушечникова в Москве. Летом 2005 г. прошёл стажировку в Гапе (Франция) с мировыми профессорами саксофона: Клодом Делянглем, Жаном-Дени Миша, Арно Борнкампом, Кристианом Виртом и другими. В 2006 г. жюри отметило выступление Сергея на одном из крупнейших международных конкурсов саксофонистов Saxiana в Париже, вручив ему специальный приз.
В 2006-м г. музыкант выпускается из РАМ им. Гнесиных с красным дипломом и поступает в аспирантуру. В этом же году Сергей представил Россию на Международном конгрессе саксофонистов в Любляне.
В ноябре 2006 года Сергей одерживает триумфальную победу на главном всемирном соревновании саксофонистом — IV Международном конкурсе им. А. Сакса (Динан, Бельгия). Успех Сергея Колесова знаменует взлёт не только в его музыкальной карьере, но и подъём всей российской школы академического саксофона. До этого момента ни один российский саксофонист не допускался к участию во втором туре состязания. Сергей, завоевав гран-при конкурса среди 176 профессиональных саксофонистов и получил три специальные премии: за исполнение написанных для конкурса сочинений для II и III туров, а также концерта в финале.
С 2007 г. Сергей ведет активную концертную деятельность, как по городам России, так и заграничных странах: в Бельгии, Франции, Испании, Германии, Швеции, Польши, Италии, Китае, Японии, странах Южной Америки и др.
В сентябре 2007 г. музыкант выступил с Королевским оркестром Wallonie в Динане, а в ноябре вошёл в состав жюри Международного телевизионного конкурса «Щелкунчик».
В этот период Сергей активно выступает в ансамбле с пианисткой Еленой Гриневич, на тот момент являющейся ведущим концертмейстером класса саксофона РАМ им. Гнесиных. В 2009 году дуэт побеждает на Международном конкурсе камерной музыки Salieri-Zinetti, а в 2010 г. отправляется в концертный тур по городам Италии. В 2012 г. ансамбль завоевывает победу на Европейском конкурсе камерной музыки в Карлсруэ (Германия).
Также дуэт записывает совместно два альбома: Contrasts и Ritorno. На дисках представлен различный репертуар для саксофона: от оригинальных хрестоматийных сочинений до переложений музыки мировых авторов.
С 2012 г. саксофонист является постоянным участником Международного фестиваля камерной музыки в Японии совместно с пианистом, доцентом Московской консерватории Андреем Шибко. В период с 2012 по 2019 гг. неоднократно гастролировал по городам Бразилии в Южной Америке. В 2015 году в рамках Международного фестиваля «Саксофон» в г. Санкт-Петербурге, организуемом фондом «Дворцы Санкт-Петербурга».
В 2013 году Сергей Колесов участник солист Международного фестиваля камерной музыки «Julita Festival» в Швеции.
С 2016 г. Сергей является официальным артистом компаний D’Addario и Yamaha (Japan). Исполнительскую деятельность ведет на золотом саксофоне Yamaha Custom 875 EXGP.
В 2018 году председатель жюри Международного конкурса саксофонистов в Яссы (Румыния). В 2018—2019 выступает с сольными программами в Румынии и Франции.
Летом 2018 в Загребе проходит Международный конгресс саксофонистов, на котором Сергей является представителем русской школы саксофона.
В 2019 г. Член жюри Международного конкурса саксофонистов им. А. Сакса в Динанте (Бельгия).
С 2020 г. Штатным преподаватель Санкт-Петербургской государственной консерватории им. Н. А. Римского-Корсакова, успешно совмещая педагогическую и артистическую деятельности.
В 2021 году проходят сольные концерты и мастер-классы в рамках Международного музыкального фестиваля фонда «Fundacao Carlos Gomez», г. Белен, Бразилия.
С 2022 г. Ученым советом Санкт-Петербургской консерватории им. Н. А. Римского-Корсакова присвоено звание Старшего Преподавателя.

### Организация конкурсов
В 2012 году Сергей становится главным организатором Международного конкурса саксофонистов «Голос саксофона в современном мире», РАМ им. Гнесиных. В состав жюри конкурса вошли Маргарита Шапошникова, Игорь Бутман, Александр Осейчук, Алексей Волков, Ален Крепен.
Главный вдохновитель и организатор Международного конкурса саксофонистов, трижды проведенного при участии и поддержке Министерства культуры Московской области (2014, 2015, 2017). Последний конкурс собрал рекордное количество участников для России (92 саксофониста из разных стран мира).

### Образовательная и просветительская деятельность
В качестве педагога Сергей приступил к своей деятельности в 19 лет (2001 г.). Среди его учеников и выпускников многогранные лауреаты крупных международных конкурсов, выпускники школ, студенты средних учебных заведений, а также РАМ им. Гнесиных и Московской консерватории.
С 2003 по 2019 год музыкант вывел на лидирующие позиции класс саксофона Московского областного колледжа им. С. С. Прокофьева, а в 2015 году открыл и возглавил класс саксофона на факультете искусств Московского Государственного Университета им. М. В. Ломоносова.
Концертные выступления Сергея Колесова в различных городах и странах часто сопровождаются проведением его мастер-классов. Осенью 2015 года провел открытый мастер-класс в Токийском университете искусств со студентами класса саксофониста Нобуя Сугава.
В 2015 г. ученик Сергея Колесова Михаил Петухов становится лауреатом одного из самых престижных конкурсов — XVI Международного телевизионного конкурса «Щелкунчик».
В 2015 г. артист основал национальный новаторский музыкально-образовательный проект «Лесная школа саксофона Сергея Колесова в Славянском Кремле» совместно с путешественником Виталием Сундаковым. Участники «Лесной школы саксофона» погружались не только в изучение музыкальных дисциплин, но и древне-русских традиций, историю и ремесла.
В 2017 году проект «Лесной школы саксофона» трансформируется в ежегодную «Школу саксофона Сергея Колесова в Санкт-Петербурге». Основная задача образовательных проектов Сергея Колесова — всестороннее раскрытие личности музыканта, выявление и воплощение скрытых талантов творца.
В 2017 г. издает первый авторский учебник серии Sax Bear Book с русской музыкой для саксофона и фортепиано с CD приложением совместно с Андреем Шибко (фортепиано).
В 2018 году совместно с японской компанией Yamaha и американской компанией D’Addario Woodwinds Сергей Колесов записывает серию видео мастер-классов с фундаментальными основами саксофонного исполнительства.
В 2018 году проходя мастер-классы и сольный концерт в рамках Международного фестиваля саксофона «Saxiana» в г. Париж, Франция.
В 2018 году проходят мастер-классы и сольный концерт Сергея Колесова в рамках Международного фестиваля саксофона в г. Познань, Польша.
В 2019 г. проходят мастер-классы и сольный концерт в Южной Америке на Международном фестивале саксофона «Peru Sax», Трухильо, Перу.
В 2020 году издает второй авторский учебник серии Sax Bear Book II с русской музыкой для саксофона и фортепиано с CD приложением совместно с Евой Геворгян (фортепиано).